# Jouw hand
"Jouw hand" is een single van de Nederlandse zanger Guus Meeuwis. Het nummer werd uitgebracht als de achtste track op het album Wijzer uit 2005. Het nummer werd als single uitgebracht in 2006.

## Achtergrond
Jouw hand is geschreven door Rob van Donselaar en Jack Poels en geproduceerd door Rob van Donselaar. Het is het eerste nummer dat Jack Poels voor Guus Meeuwis schreef, welke met elkaar in contact waren gebracht via Rob van Donselaar, die producer was van zowel Guus Meeuwis als Rowwen Hèze. Het nummer was in Nederland een kleine hit, waar het een 28e plaats in de Single top 100 en een 30e plek in de Top 40 bereikte.
De B-kant van de single was een live-uitvoering van het nummer Hé zon in de Heineken Music Hall. De single werd ook nog uitgebracht als single CD-Maxi, waar als B-kant naast de live-uitvoering van het nummer Hé zon, ook de live-uitvoering van het nummer De weg in de Heineken Music Hall was opgenomen.
Guus Meeuwis brengt het nummer live slechts sporadisch ten gehore. Het nummer stond onder andere op de setlist van zijn stadionconcerten in het Philips Stadion in Eindhoven van 9 t/m 11 juni 2006, waar Meeuwis het nummer in duet bracht met de schrijver Jack Poels. Deze live-uitvoering werd ook uitgebracht op de cd/dvd-registratie Live in het Philips Stadion in september 2006. In 2007 bracht Meeuwis het nummer opnieuw ten gehore tijdens zijn stadionconcerten in het Philips Stadion in Eindhoven op 15 t/m 17 juni. Deze live-uitvoering werd uitgebracht op 24 augustus 2007 als B-kant van de tweede uitgave van de single Proosten. Meeuwis bracht de single Proosten in drie achtereenvolgende weken uit, met telkenmale twee verschillende live-opnames van zijn concerten in het Philips Stadion in 2007. De live-uitvoering uit 2007 werd tevens uitgebracht op de dvd-registratie Groots Met Een Zachte G - Live In Het Philips Stadion 2007, op de cd-registratie werden maar 12 nummers van het concert uitgebracht en haalde het nummer het livealbum niet.